# Roberta Williams
Roberta Williams (La Verne, 16 de febrer de 1953) és una dissenyadora de videojocs, escriptora i cofundadora de Sierra On-Line (més tard coneguda com a Sierra Entertainment). És famosa pel seu treball pioner en els jocs d'aventura gràfica, en particular, la sèrie King's Quest. Està casada amb Ken Williams i es retirà el 1999. Roberta Williams és una de les dissenyadores de jocs de PC més influents de les dècades de 1980 i 90.
Arran del confinament de la COVID, Roberta i el seu marit Ken van decidir reprendre la creació de videojocs. La seua primera obra moderna és Colossal Cave, un homenatge a la llegendària aventura conversacional pionera Colossal Cave Adventure.